# Gunnera insignis
Gunnera insignis är en gunneraväxtart som först beskrevs av Oerst., och fick sitt nu gällande namn av Oerst.. Gunnera insignis ingår i släktet gunneror, och familjen gunneraväxter. Inga underarter finns listade.

## Bildgalleri

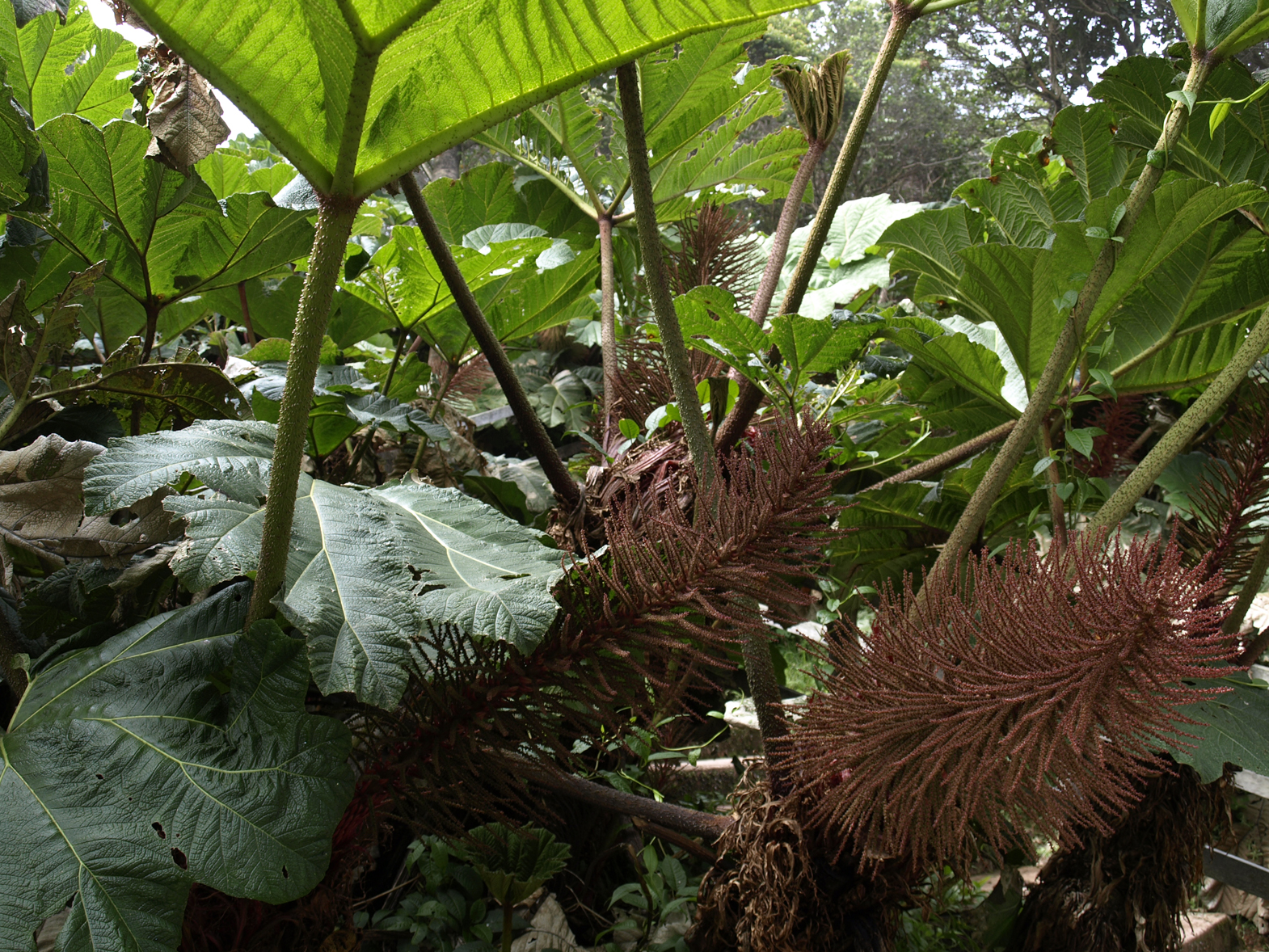
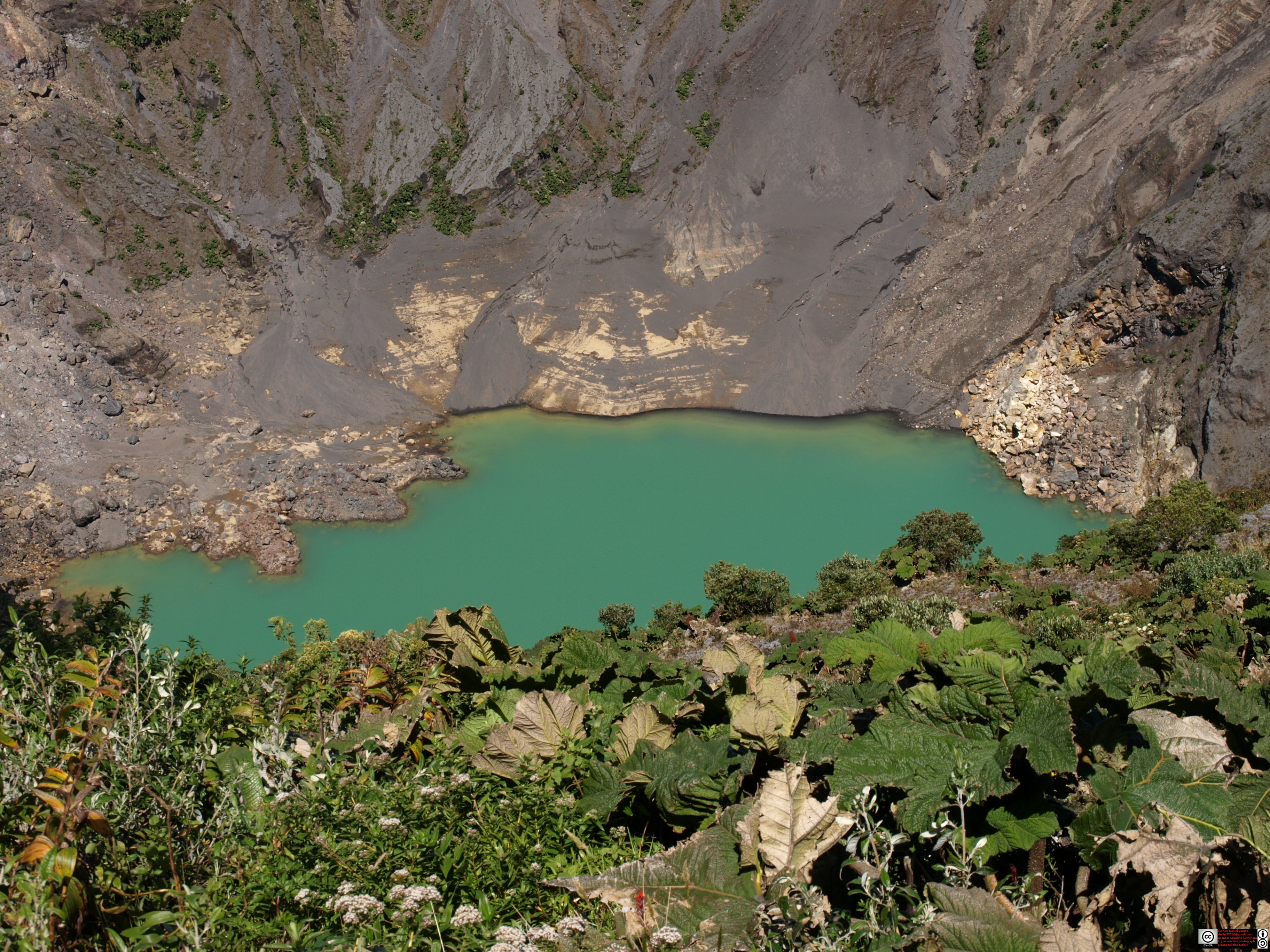